# Apeadero de Almancil - Nexe
Nota: No confundir con el actual Apeadero de Almancil, antes denominado de Vale Formoso.
El Apeadero de Almancil - Nexe, igualmente designado por Estación de Almancil-Nexe, es una antigua plataforma ferroviaria de la Línea del Algarve, que servía a las localidades de Almancil y Santa Bárbara de Nexe, en los ayuntamientos de Faro y Loulé, en Portugal.

## Características y servicios
Este apeadero se encuentra en Caliços, en la zona del Esteval, en la parroquia de Almancil; se encuentra, desde 2004, retirado del servicio, aunque todavía subsistan los edificios originales.

## Historia
El tramo entre Beja y Faro, en el cual se incluye este apeadero, fue inaugurado el 1 de julio de 1889. No obstante, en enero de 1901, todavía no existía una conexión por carretera directa entre este apeadero y las localidades servidas, según un informe del consejo de administración de los Ferrocarriles del Estado.
En 22 de abril de 1903, la Dirección de Sur y Sudeste de los Ferrocarriles del Estado atribuyó a esta plataforma el estatuto de estación de 4.ª clase.
Fue retirado del servicio en 2004, junto con el Apeadero de São João da Venta, en la secuencia de la apertura de la Estación de Parque das Cidades.